# Norodom Kanviman Norleak Tevi
Norodom Kanviman Norleak Tevi (tiếng Khmer: នរោត្តម កានវិមាន នរល័ក្ខទេវី; 1876 – 1912) là công chúa Campuchia và là chính thất của quốc vương Sisowath Monivong, cả hai kết hôn vào năm 1894 và có tổng cộng bảy người con. Bà qua đời vào năm 1912, 15 năm trước khi Sisowath Monivong lên ngôi vua Campuchia.